# Artemisia globularia
Artemisia globularia là một loài thực vật có hoa trong họ Cúc. Loài này được Cham. ex Besser mô tả khoa học đầu tiên năm 1834.